# SCT-1 (cohete)
El SCT-1 fue el primer cohete experimental mexicano de combustible líquido construido y lanzado el 24 de octubre de 1959 en las orillas de la Hacienda "La Begonia" en el estado de Guanajuato alcanzando una altura de 4 mil metros, con lo que se inició la primera incursión en diseño y producción de cohetes experimentales en México, promovida por el Ing. Walter C. Buchanan y el Ing. Porfirio Becerril en la entonces Secretaría de Comunicaciones y Obras Públicas (SCOP) después Secretaría de Comunicaciones y Transportes (SCT) durante los gobiernos de Adolfo Ruiz Cortines y Adolfo López Mateos.

## Antecedentes
Durante la gestión del Ing. Walter Cross Buchanan, como Subsecretario Encargado del Despacho de la entonces Secretaría de Comunicaciones y Obras Públicas, en noviembre de 1957 se promovió el estudio y la experimentación de la cohetería en México. El guanajuatense Walter C. Buchanan invitó a varios ingenieros y especialistas mexicanos a participar en diferentes reuniones para analizar y trabajar en procedimientos técnicos de los cohetes en las que estuvieron convocados los siguientes ingenieros: Jorge Ruelas Tejeda, Joaquín Durand, Porfirio Becerril Buitrón, entre otros.

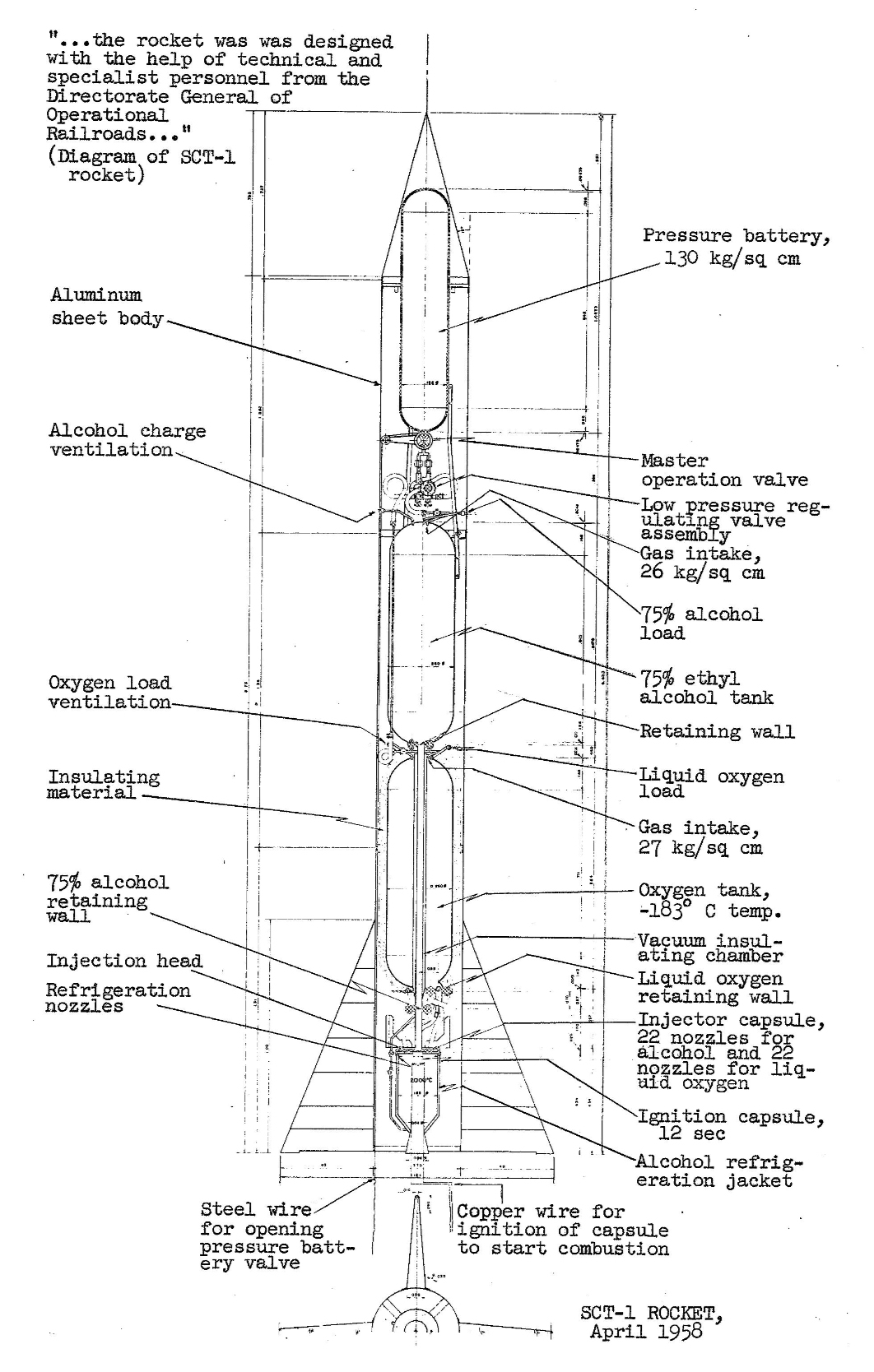
Diagrama del cohete mexicano SCT-1 de 1959

Luego de la quinta reunión y después de acalorados debates, estudios teóricos e intercambio de impresiones se decidió implementar todo lo recopilado en las reuniones previas, por lo que se decidió asignar diferentes tareas a los ingenieros involucrados. En este sentido, al ingeniero José Durand se le pidió que realizará el diseño de cohetes de combustible sólido; al ingeniero Porfirio Becerril, la formulación de un combustible líquido que contuviera alcohol etílico y oxígeno y al ingeniero Jorge Ruelas Tejeda la forma aerodinámica del cohete. Los ingenieros contaron con el apoyo de personal técnico y manual de la Dirección General de Ferrocarriles en Operación. 

## Características técnicas
La totalidad de los materiales empleados fueron totalmente producidos en México.
| Especificaciones                                                     | Valores   |
| -------------------------------------------------------------------- | --------- |
| Peso de estructura muerta                                            | 102,7 kg  |
| Peso de combustible (alcohol) y peso de comburente (oxígeno líquido) | 113,3 kg  |
| Peso total                                                           | 216,0 kg  |
| Diámetro externo del cuerpo                                          | 0,375 m   |
| Altura total                                                         | 4,48 m    |
| Ancho total de aletas                                                | 1,184 m   |
| Velocidad de salida de gases de combustión al nivel del mar          | 2.000 m/s |

## Pruebas previas de lanzamiento
Para las pruebas de lanzamiento se eligió un campo de experimentación en las cercanías del pueblo de San Bartolomé, Xochimilco, lugar donde también se instaló una torre de lanzamiento para darle dirección al cohete.
La primera prueba que se realizó, en el sitio antes mencionado, fue para determinar el sistema de refrigeración más adecuado por lo que esta primera prueba sirvió para detectar visualmente aquellos puntos más expuestos a las altas temperaturas. En este primer intento no se logró el encendido.
Para la segunda prueba sí se logró el encendido pero al escuchar fuertes vibraciones y ruidos extraños en el artefacto que hicieron temblar el suelo se tomaron medidas precautorias para evitar accidentes fatales.
La última prueba realizada en Xochimilco, antes de que se enviará el cohete al estado de Guanajuato para la otra fase de pruebas y lugar donde se realizaría el lanzamiento, se llevó a cabo el 25 de septiembre de 1959.

## Lanzamiento del cohete SCT-1
Luego de las pruebas realizadas en San Bartolomé, Xochimilco, el ingeniero Walter Cross Buchanan decidió que había llegado el momento para hacer el lanzamiento del cohete SCT-1, no sin antes hacer algunos ajustes, como la construcción de un nuevo motor impulsor y hacer algunos pequeños ajustes en la estructura del cohete.
La torre de lanzamiento, el cohete, el oxígeno líquido y demás componentes fueron transportados al estado de Guanajuato, sitio en el que se llevaría a cabo el lanzamiento. El traslado del oxígeno líquido a aquella zona de la república mexicana requirió de un cuidado especial por lo que se recorrieron 330 km en 10 horas, es decir, un recorrido muy lento para evitar la agitación del oxígeno líquido.
De esta manera, la tarde del 24 de octubre de 1959, a las 13:25 horas, en las orillas de la Hacienda "La Begonia", el cohete SCT-1 fue lanzado, alcanzando los 4 mil metros altura.
Con este lanzamiento, el equipo liderado por el ingeniero Buchanan adquirió suficiente experiencia para aventurarse a la construcción de un segundo cohete, el SCT-2,  demostrando que con modestos recursos e ingenio, México podía ser parte de la incipiente era espacial. 